# María Josefa Álvarez de Arenales
María Josefa Natalia Álvarez de Arenales (Salta, 1 de diciembre de 1807, Buenos Aires 15 de junio de 1890) fue una patriota argentina que siendo muy joven contribuyó económicamente con el ejército para sostener la guerra de Independencia de la Argentina. Es considerada una de las Patricias Argentinas. Estaba casada con su primo segundo, el coronel Evaristo de Uriburu, con quien tuvo numerosa descendencia, entre ella figuran dos presidentes de la república, su hijo José Evaristo Uriburu, y su nieto el general José Félix Uriburu, presidente de facto. 

## Familia
Según el historiador y genealogista Carlos Ibarguren, era descendiente del colonizador español Domingo Martínez de Irala. Sus antepasados tenían un remoto origen mestizo guaraní, que compartía con muchos próceres de la época de la Independencia. 
Era hija del general Juan Antonio Álvarez de Arenales y de Serafina de González Hoyos. 
Entre sus hijos estaba el general Napoleón Uriburu, quien participó en las guerras civiles argentinas, la Guerra del Paraguay, la Conquista del Desierto, en la conquista del Chaco y fue gobernador de los territorios del Chaco y de Formosa.
Durante la Guerra de Independencia de la Argentina, María Josefa donó sus joyas y ahorros en apoyo de la causa patriota por lo que el general José de San Martín la condecoró con una medalla y banda con la inscripción Al patriotismo, recibiendo también un pergamino que explicaba que había sido concedida Para honrar el pecho de las damas que han sentido las desgracias de la patria.
Acompañó a su padre en el exilio para volver luego con su marido a su tierra natal. Tras el retiro de su marido se radicó finalmente con su familia en la ciudad de Buenos Aires, donde en 1874 le fue entregado el cráneo de su padre, que su familia conservaría hasta 1959 cuando fue colocado en el Panteón de Salta.
Murió en Buenos Aires el 15 de junio de 1890. Su hija Josefa Uriburu de Girondo donó a la ciudad de Salta la construcción de un hospital de tuberculosos que llevó su nombre.